# Nicolae Dumitrescu
Nicolae „Coco“ Dumitrescu (* 8. Dezember 1921 in Bukarest; † 17. März 1999) war ein rumänischer Fußballspieler und -trainer. Er betritt 164 Spiele in der höchsten rumänischen Fußballliga, der Divizia A. Als Trainer führte er die rumänische Jugend-Nationalmannschaft zum Titelgewinn 1962.

## Karriere als Spieler

### Verein
Die Karriere von Nicolae Dumitrescu begann im Jahr 1941, als er in die erste Mannschaft von Sportul Studențesc aus Bukarest aufrückte. Bedingt durch den Ausbruch des Zweiten Weltkrieges ruhte zu jener Zeit der Spielbetrieb der Divizia A, so dass er zunächst nur in den Übergangsturnieren zum Einsatz kam.
Nach Kriegsende verließ Dumitrescu Sportul und wechselte zu ITA Arad (später Flamura Roșie Arad) in die Divizia A, so dass er am 22. September zu seinem ersten Einsatz kam und im Spiel gegen UDR Reșița sogleich ein Tor erzielte. Dumitrescu blieb ITA bis zum Ende seiner Karriere im Jahr 1955 treu und erlebte eine erfolgreiche Zeit. So konnte er vier Meisterschaften (1947, 1948, 1950 und 1954) und zwei Pokalsiege (1948 und 1953) erringen.

### Nationalmannschaft
In den Jahren 1947 und 1948 spielte Dumitrescu zehn Mal für die rumänische Fußballnationalmannschaft und erzielte dabei zwei Tore. Seinen ersten Einsatz hatte er am 25. Mai 1947 gegen Albanien.

## Karriere als Trainer
Nach dem Ende seiner aktiven Laufbahn war Dumitrescu als Trainer tätig. So führte er die rumänische Jugend-Nationalmannschaft beim UEFA-Juniorenturnier im Jahr 1962 zum Titelgewinn im eigenen Land. Von 1966 bis 1973 trainierte Dumitrescu seinen früheren Verein UTA Arad in der Divizia A, wo er in den Jahren 1969 und 1970 zwei Meistertitel gewann. Damit war er an allen Titelgewinnen des Vereins beteiligt. Später war er als Cheftrainer von 1975 bis 1976 und zum Ende der Saison 1978/79 für UTA tätig.
Nach einer längeren Pause wurde Dumitrescu Anfang der 1990er-Jahre erneut Trainer von UTA Arad und führte den Klub zurück in die Divizia A. Nach dem Klassenerhalt 1994 beendete er seine Karriere.

## Erfolge

### Als Spieler
- Rumänischer Meister: 1946/47, 1947/48, 1950, 1954
- Rumänischer Pokalsieger: 1947/48, 1953

### Als Trainer
- Jugend-Europameister: 1962
- Rumänischer Meister: 1968/69, 1969/70